# Estadio Resurgimiento
El Estadio Resurgimiento fue la sede del equipo de béisbol Delfines del Carmen que participaba en la Liga Mexicana de Béisbol, ubicado en Ciudad del Carmen, Campeche, México. Dicho inmueble es propiedad de la Universidad Autónoma del Carmen.